# Никола Палагачев
Никола Христов Палагачев е български политик от Българската комунистическа партия.
Роден е на 1 декември 1917 г. в град Смолян. Учи агрономия в Софийския университет и завършва образоването си през 1937 г.
По време на следването си е отговорник на факултетното ръководство на БОНСС. През 1944 г. е партизанин и политкомисар на Среднородопската дружина „Колю Шишманов“.
След 9 септември 1944 г. става секретар на ОК на БКП в Смолян. По-късно е председател на Изпълнителния комитет на Окръжния народен съвет в Смолян. Народен представител в I, III, IV и V обикновени народни събрания (1950 – 1971).
Министър на земеделието в 71-вото правителство на България (1966 – 1968). Член на ЦК на БКП (1962 – 1971). Професор по аграрна икономика.